# Ruggero Maccari
Ruggero Maccari (Roma, 28 giugno 1919 – Roma, 7 maggio 1989) è stato uno sceneggiatore e regista italiano. È ricordato soprattutto per le sue collaborazioni con Ettore Scola e Dino Risi. Ha curato classici della commedia all'italiana come Guardie e ladri, Il sorpasso, Brutti, sporchi e cattivi e Adua e le compagne. È stato anche regista di diversi film, tra cui Il tallone d'Achille e La campana di San Giusto, entrambi co-diretti con Mario Amendola, con cui spesso collaborava.

## Filmografia
- 11 uomini e un pallone, regia di Giorgio Simonelli (1948)
- I peggiori anni della nostra vita, regia di Mario Amendola (1949)
- Vita da cani, regia di Steno e Monicelli (1950)
- La bisarca, regia di Giorgio Simonelli (1950)
- Abbiamo vinto!, regia di Robert Adolf Stemmle (1950) – soggetto
- È arrivato il cavaliere, regia di Steno e Monicelli (1950)
- Signori, in carrozza!, regia di Luigi Zampa (1951)
- Anema e core, regia di Mario Mattoli (1951)
- Porca miseria!, regia di Giorgio Bianchi (1951)
- Cameriera bella presenza offresi..., regia di Giorgio Pàstina (1951)
- La famiglia Passaguai, regia di Aldo Fabrizi (1951)
- Vendetta... sarda, regia di Mario Mattoli (1951)
- Guardie e ladri, regia di Steno e Monicelli (1951)
- Il padrone del vapore, regia di Mario Mattoli (1951)
- Il tallone d'Achille, regia di Mario Amendola e Ruggero Maccari (1952)
- Il sogno di Zorro, regia di Mario Soldati (1952)
- La famiglia Passaguai fa fortuna, regia di Aldo Fabrizi (1952)
- Papà diventa mamma, regia di Aldo Fabrizi (1952)
- Cinque poveri in automobile, regia di Mario Mattoli (1952)
- Io, Amleto, regia di Giorgio Simonelli (1952)
- Tre storie proibite, regia di Augusto Genina (1952)
- È arrivato l'accordatore, regia di Duilio Coletti (1952)
- Fermi tutti... arrivo io!, regia di Sergio Grieco (1953)
- Un turco napoletano, regia di Mario Mattoli (1953)
- Siamo tutti inquilini, regia di Mario Mattoli (1953)
- Il più comico spettacolo del mondo, regia di Mario Mattoli (1953)
- Due notti con Cleopatra, regia di Mario Mattoli (1953)
- Finalmente libero, regia di Mario Amendola e Ruggero Maccari (1953)
- Miseria e nobiltà, regia di Mario Mattoli (1954)
- Il medico dei pazzi, regia di Mario Mattoli (1954)
- Accadde al commissariato, regia di Giorgio Simonelli (1954)
- Hanno rubato un tram, regia di Aldo Fabrizi (1954)
- Totò cerca pace, regia di Mario Mattoli (1954)
- Bertoldo, Bertoldino e Cacasenno, regia di Mario Amendola e Ruggero Maccari (1954)
- La campana di San Giusto, regia di Mario Amendola e Ruggero Maccari (1954)
- Rosso e nero, regia di Domenico Paolella (1954)
- Baracca e burattini, regia di Sergio Corbucci (1954)
- Buonanotte... avvocato!, regia di Giorgio Bianchi (1955)
- I due compari, regia di Carlo Borghesio (1955)
- I pappagalli, regia di Bruno Paolinelli (1955)
- Mi permette, babbo!, regia di Mario Bonnard (1955)
- La moglie è uguale per tutti, regia di Giorgio Simonelli (1955)
- Accadde al penitenziario, regia di Giorgio Bianchi (1955)
- La catena dell'odio, regia di Piero Costa (1955)
- Totò, Peppino e i fuorilegge, regia di Camillo Mastrocinque (1956)
- Lo scapolo, regia di Antonio Pietrangeli (1956)
- I giorni più belli, regia di Mario Mattoli (1956)
- Donatella, regia di Mario Monicelli (1956)
- Guardia, guardia scelta, brigadiere e maresciallo, regia di Mauro Bolognini (1956)
- Il marito, regia di Nanni Loy e Gianni Puccini (1957)
- Il conte Max, regia di Giorgio Bianchi (1957)
- Arrivano i dollari!, regia di Mario Costa (1957)
- Mariti in città, regia di Luigi Comencini (1957)
- Totò, Peppino e le fanatiche, regia di Mario Mattoli (1958)
- I prepotenti, regia di Mario Amendola (1958)
- L'amore nasce a Roma, regia di Mario Amendola (1958)
- Nata di marzo, regia di Antonio Pietrangeli (1958)
- La nipote Sabella, regia di Giorgio Bianchi (1958)
- I tartassati, regia di Steno (1959)
- Prepotenti più di prima, regia di Mario Mattoli (1959)
- Non perdiamo la testa, regia di Mario Mattoli (1959)
- Le sorprese dell'amore, regia di Luigi Comencini (1959)
- Un militare e mezzo, regia di Steno (1959)
- Il mattatore, regia di Dino Risi (1959)
- Adua e le compagne, regia di Antonio Pietrangeli (1960)
- Le pillole di Ercole, regia di Luciano Salce (1960)
- I piaceri dello scapolo, regia di Giulio Petroni (1960)
- Il carabiniere a cavallo, regia di Carlo Lizzani (1961)
- Lui, lei e il nonno, regia di Anton Giulio Majano (1961)
- Fantasmi a Roma, regia di Antonio Pietrangeli (1961)
- Il sorpasso, regia di Dino Risi (1962)
- Gli anni ruggenti, regia di Luigi Zampa (1962)
- La marcia su Roma, regia di Dino Risi (1962)
- I mostri, regia di Dino Risi (1963)
- Il successo, regia di Mauro Morassi (1963)
- I cuori infranti, regia di Vittorio Caprioli e Gianni Puccini (1963)
- La parmigiana, regia di Antonio Pietrangeli (1963)
- La visita, regia di Antonio Pietrangeli (1963)
- Alta infedeltà, regia di Franco Rossi, Elio Petri, Luciano Salce e Mario Monicelli (1964)
- Se permettete parliamo di donne, regia di Ettore Scola (1964)
- Il magnifico cornuto, regia di Antonio Pietrangeli (1964)
- La congiuntura, regia di Ettore Scola (1965)
- Thrilling, regia di Ettore Scola, Gian Luigi Polidoro e Carlo Lizzani (1965)
- Made in Italy, regia di Nanni Loy (1965)
- I complessi, episodio Una giornata decisiva, regia di Dino Risi (1965)
- Il gaucho, regia di Dino Risi (1965)
- Io la conoscevo bene, regia di Antonio Pietrangeli (1965)
- L'arcidiavolo, regia di Ettore Scola (1966)
- Le fate, episodio Fata Sabina, regia di Luciano Salce (1966)
- Il padre di famiglia, regia di Nanni Loy (1967)
- Le dolci signore, regia di Luigi Zampa (1968)
- Il profeta, regia di Dino Risi (1968)
- La bambolona, regia di Franco Giraldi (1968)
- Il commissario Pepe, regia di Ettore Scola (1969)
- Vedo nudo, regia di Dino Risi (1969)
- Il giovane normale, regia di Dino Risi (1969)
- Cuori solitari, regia di Franco Giraldi (1970)
- Le coppie, regia di Mario Monicelli, Vittorio De Sica e Alberto Sordi (1970)
- La supertestimone, regia di Franco Giraldi (1971)
- Permette? Rocco Papaleo, regia di Ettore Scola (1971)
- La moglie del prete, regia di Dino Risi (1971)
- Bianco, rosso e..., regia di Alberto Lattuada (1972)
- Gli ordini sono ordini, regia di Franco Giraldi (1972)
- Sono stato io!, regia di Alberto Lattuada (1973)
- Polvere di stelle, regia di Alberto Sordi (1973)
- Sessomatto, regia di Dino Risi (1973)
- Mordi e fuggi, regia di Dino Risi (1973)
- Profumo di donna, regia di Dino Risi (1974)
- Il lumacone, regia di Paolo Cavara (1974)
- Telefoni bianchi, regia di Dino Risi (1976)
- Brutti, sporchi e cattivi, regia di Ettore Scola (1976)
- Al piacere di rivederla, regia di Marco Leto (1976)
- I nuovi mostri, regia di Ettore Scola, Mario Monicelli e Dino Risi (1976)
- Signore e signori, buonanotte, regia di Ettore Scola, Mario Monicelli, Luigi Magni, Nanni Loy e Luigi Comencini (1976)
- Una giornata particolare, regia di Ettore Scola (1977)
- Primo amore, regia di Dino Risi (1978)
- Dove vai in vacanza?, regia di Mauro Bolognini, Luciano Salce e Alberto Sordi (1978)
- L'ingorgo, regia di Luigi Comencini (1978)
- Nudo di donna, regia di Nino Manfredi (1981)
- Passione d'amore, regia di Ettore Scola (1981)
- Ballando ballando, regia di Ettore Scola (1983)
- Maccheroni, regia di Ettore Scola (1985)
- La famiglia, regia di Ettore Scola (1987)
- Piccoli equivoci, regia di Ricky Tognazzi (1989)
- Saremo felici, regia di Gianfrancesco Lazotti (1989)

## Teatro
- Oklabama di Mario Amendola e Ruggero Maccari, con Macario, Teatro Lirico di Milano, 22 settembre 1948.
- Baracca e burattini di Amendola e Maccari, con Carlo Dapporto, Teatro Lirico di Milano, 17 ottobre 1953.
- L’uomo si conquista la domenica di Amendola e Maccari, con Macario, Teatro Quattro Fontane di Roma, 2 settembre 1955.
- E tu biondina… di Amendola e Maccari, con Macario, Teatro Lirico di Milano, 12 settembre 1956.
- Non sparate alla cicogna di Amendola e Maccari, con Macario, Teatro Alfieri di Torino, 28 settembre 1957.
- Babilonia di Ruggero Maccari, regia di Daniele D'Anza, con Carlo Dapporto, Teatro Sistina di Roma, 12 ottobre 1962.
- Una giornata particolare di Ettore Scola, Ruggero Maccari e Gigliola Fantoni, regia di Vittorio Caprioli, con Giovanna Ralli e Giancarlo Sbragia, Teatro Parioli di Roma, 12 febbraio 1982.

## Radio EIAR
elenco parziale:
- Città di tutto il mondo, impressioni di viaggio di Fellini e Maccari, trasmessa il 25 luglio 1940.
- Mancava il finale, rivista di Fellini e Maccari, regia di Nunzio Filogamo, trasmessa il 19 dicembre 1940.
- Il negozio della felicità, rivista, regia di Tito Angeletti, trasmessa il 14 marzo 1941.
- Vuoi sognar con me?, rivista di Fellini e Maccari, regia di Nunzio Filogamo, trasmessa il 24 aprile 1941.
- Una notte cadde una stellina, rivista di Fellini e Maccari, regia di Nunzio Filogamo, trasmessa il 22 maggio 1941.
- Se, per ipotesi…, rivista, regia di Tito Angeletti, trasmessa il 9 agosto 1941.
- Notturno, fantasia di Fellini e Maccari, trasmessa il 31 ottobre 1941.
- Un’ora di ritardo, scenette di Fellini e Maccari, regia di Riccardo Massucci, trasmessa il 6 novembre 1941.
- Laggiù nella piazzetta, fantasia di Fellini e Maccari, trasmessa il 2 dicembre 1941.
- La rivista sotto il tovagliolo, fantasia natalizia di Fellini e Maccari, regia di Nunzio Filogamo, trasmessa il 25 dicembre 1941.
- Evviva la pioggia, fantasia musicale, regia di Nunzio Filogamo, trasmessa il 25 aprile 1942.
- Evviva i libri, rivista, regia di Guido Barbarisi, trasmessa il 27 febbraio 1943.

## Riconoscimenti
- Premio Oscar
  - 1976 – Candidatura Migliore sceneggiatura non originale per il film Profumo di donna
- David di Donatello
  - 1987 – Migliore sceneggiatura per il film La famiglia
- Nastri d'argento alla migliore sceneggiatura
  - 1966 – Nastro d'argento alla migliore sceneggiatura per il film Io la conoscevo bene
  - 1978 – Nastro d'argento alla migliore sceneggiatura per il film Una giornata particolare
  - 1981 – Nastro d'argento alla migliore sceneggiatura per il film Passione d'amore
  - 1987 – Nastro d'argento alla migliore sceneggiatura per il film La famiglia
- Premio Flaiano
  - 1985 – Premio Flaiano per la sceneggiatura per il complesso dell'opera
- Premio IDI-Istituto del Dramma Italiano
  - 1982 – Premio IDI per la novità italiana a Ettore Scola e Ruggero Maccari per Una giornata particolare
- Ciak d'oro
  - 1987 – Ciak d'oro alla migliore sceneggiatura per il film La famiglia[1]
  - 1990 - Candidatura a migliore sceneggiatura per Piccoli equivoci